# Фикус бенџамин
Бенџамин фикус (Ficus benjamina)  је украсна собна биљка, обично позната као уплакана смоква или смоква беџамина из фамилије дудова (Moraceae). Пореклом је из југозападне Азије и Аустралијеи званично је дрво Бангкока. Врста је натурализована и у Западној Индији и у државама Флорида и Аризона у Сједињеним Државама.   У свом родном опсегу, њени мали плодови фаворизују неке птице, попут украсне голубице, наранџасте голубице и торезијског царског голуба. 

## Опис
Фикус бенџамина је дрво које у природним условима досеже 30 м, са грациозним гранчицама и сјајним листовима 6–13 цм, овалног облика с оштрим врхом. Кора је светлосива и глатка. Кора младих грана је смеђа. Широк врх дрвећа често покрива пречник од 10 метара. Реч је о релативно лиснатој смокви. Петељка је дугачка од 1 до 2,5 цм. Младо лишће је светлозелено и благо таласасто, старији листови су зелени и глатки; лист је јајолик до ланцеталан са клинастим до широко заобљеним дном и завршава се кратким врхом капаљке. Близу руба листа су ћелије жутог кристала ("цистолитици"). Две мембранске, листопадне избочине нису спојене, ланцеолатне су и дужине 6 до 12 мм (ретко до 15 мм).
и су кугличастог облика, сјајно зелене боје и имају пречник од 1,5 цм. У цвастима су три врсте цветова: мушки и женски и стерилни цветови. Многи женски цветови су седећи и имају три или четири крунична листића, са јајастим плодником и мање више бочним стубићем који се завршава продуженим ожиљком.  
Зреле смокве (скупни плод) су наранџасто-црвене боје и имају пречник од 2,0 до 2,5 цм .

## Култивација
У тропским географским ширинама, смоква чини веома велико и лепо дрво за паркове и друге градске ситуације, попут широких путева. Често се гаји у ту сврху.
Веома је популарна биљка у умереним областима, због свог елегантног раста и толеранције лоших услова раста. Најбоље успева у ведрим, сунчаним условима, али подноси и велику хладовину. Лети захтева умерену количину заливања и довољно је само да се зими не пресуши. Дужи дани, прилично високе и умерене дневне температуре ноћу су повољни услови за велики приметан раст у кратком времену. Биљка је осетљива на хладноћу и треба је заштитити од јаких ветрова. Када се узгаја у затвореном простору, може превише порасти, а можда ће требати драстична орезивање или замена. Показало се да ефикасно уклања гасовити формалдехид из ваздуха у затвореном простору.
Плод је јестив, али биљка се обично не узгаја због плода. Листови су врло осетљиви на мале промене светлости. Када се окрене или премести, реагује тако што отпушта многе листове и замењује их новим лишћем прилагођеним новом интензитету светлости .
Користи се као украсна биљка у баштама у граду Хидерабад у Индији.

## Културе
Доступне су бројне сорте (нпр. 'Naomi', 'Exotica' и 'Golden King'). Неке укључују различите обрасце бојења на панашираном лишћу, у распону од светлозелене до тамнозелене, као и разне комбинације са белом.
Узгајајући се у Великој Британији, ова биљка  и разноврсна сорта „Старлигхт“ добиле су награду Краљевских хортикултурних друштава за баштенске заслуге .

## Алергијске реакције
Биљка је главни извор унутрашњих алергена, сврставајући се као трећи најчешћи узрок алергија у затвореним просторијама након прашине и кућних љубимаца. Уобичајени симптоми алергије укључују конјунктивитис и алергијску астму. Биљке фикуса могу бити посебно лоше за особе које пате од алергије на латекс услед латекса у биљкама, и не треба их чувати у окружењу оболелих од латекса.  У екстремним случајевима, може изазвати анафилактички шок код особа које пате од алергије на латекс. Конзумирање делова биљака доводи до мучнине, повраћања и дијареје. Изузетак су јестиви плодови.
Алергија се развија током времена. Алергија је прво примећена на радним местима међу радницима који су редовно руковали биљкама. Студија радника у четири компаније за лизинг биљака показала је да је 27% радника развило антитела као одговор на изложеност биљкама.